# Project Runway
Project Runway (emitido en España como Pasarela a la fama) es un reality show estadounidense, originalmente de la emisora televisiva Bravo y actualmente de Lifetime, dedicada a la rama Diseño de Modas. Los participantes compiten entre ellos para crear el mejor vestuario con muchas limitaciones, principalmente de dinero o de materiales. El tema que debe representar cada creación es informado a los participantes por la presentadora del show, la top model Heidi Klum. En cada emisión, los diseños son evaluados por jueces especializados y uno o más diseñadores resulta eliminado cada semana.
Actualmente, el ganador del ciclo recibe un artículo de comercialización en la revista Marie Claire, un viaje para dos a París y $100,000 para empezar su propia línea de ropa.

## Formato
Project Runway usa un formato de eliminaciones semanales de un grupo de 12 o más diseñadores hasta reducirlos a 3 (excepto en algunas temporadas, en las que quedan 4) antes del desafío final. Cada uno de los desafíos semanales exige a los diseñadores crear un modelo de una o varias piezas para presentarlo en la pasarela del programa. Algunos desafíos exigen todo el ingenio de que son capaces los diseñadores, ya que deben crear vestidos con materiales poco convencionales, tales como objetos de un departamento (Temporada 3), materiales reciclables (Temporada 3), objetos de una dulcería (Temporadas 1 y 5), comida (Temporadas 1 y 4), plantas y flores (Temporada 2), la ropa que están usando en el momento en que el desafío fue enunciado (Temporada 2), diseñar para una celebridad (Brooke Shields, Sasha Cohen o Tara Conner), para una línea de moda (Banana Republic, Diane Von Furstenberg, Livi's o Macy's INC) o centrarse en un tema específico (vestido de novia, de noche, de cóctel, etc).
El show es filmado en Nueva York y en París (Sólo en la 3ra Temporada). Los diseñadores trabajan en Parsons The New School for Design. Fueron alojados en tres cuartos para cada género (masculino o femenino) en el Atlas de New York (un edificio ubicado cerca de Parsons) en las temporadas 1, 2, 3 y 5; en la 4 se utilizó el New Gotham. Los diseñadores tienen reglas, tales como que no pueden salir del departamento sin autorización, no pueden utilizar Internet, no pueden comunicarse con la familia o amigos sin autorización, no pueden tener libros relacionados con costura o moda. En caso de no cumplirlas, serán descalificados de la competencia, tal como ocurrió con Keith Michael, en la 3ra Temporada.
A los diseñadores se les otorga un determinado presupuesto para comprar la tela que usarán en el respectivo desafío (excepto en la temporada 12 que los diseñadores tienen una tarjeta con U$S 4000 que será su presupuesto durante el resto de la temporada) además de un límite de tiempo para concluir sus diseños, de dos días a 12 horas. Con frecuencia, los diseñadores trabajan en forma independiente, pero en algunos casos deben trabajar en dúos, en tríos o en grupo. Una vez concluido el límite de tiempo, los diseñadores -que ya las han elegido previamente- llevan a maquillar a sus modelos, a vestirlas y ponerles accesorios. Cada modelo muestra el vestido en la pasarela y el concursante es evaluado por un panel de jueces, quienes les dan un puntaje del 0 al 5 y anotan otras observaciones del diseño. Luego de esto, Heidi llama a la pasarela a los 3 mejores diseños y a los 3 peores (cuando quedan menos de 6 participantes los llama a todos). En ese momento, los diseñadores con mejores puntajes explican su diseño.  A continuación, los cuatro jueces deliberan para saber quién ganará el desafió y quién dejará la competencia. Por regla general, el diseñador ganador recibe inmunidad para el siguiente desafío (excepto en los últimos desafíos de la temporada), por lo tanto, no puede ser eliminado. 
El diseñador que es eliminado generalmente es despedido por Heidi Klum con un beso doble en las mejillas y Auf Wiedersehen (que significa adiós en alemán). 
Después del desafío final, los tres o cuatro finalistas deben crear una colección de moda de 12 prendas que se presentará en Nueva York en una pasarela Olympic Fashion Week en Bryant Park y en otras temporadas en el Lincoln Center. Los finalistas tienen 12 semanas y un presupuesto de U$S 8.000 a U$S 10.000 para completar esta tarea que desempeñan en sus propias casas o talleres de trabajo. Antes del show, los diseñadores deben regresar a Nueva York para supervisar a las modelos, hacer sus consultas sobre maquillaje o cabello, adherirles los últimos toques a los looks, etc. a veces tienen también un desafío adicional: crear un vestido teniendo como asistente un compañero eliminado (tal como ocurrió en la 2da Temporada). Los finalistas deben entregar sus facturas de ingresos a la producción, con el objetivo de fiscalizar si ellos realmente crearon los vestidos y también si gastaron más de lo debido (US$8.000 dólares), lo que estaría en contra de las reglas. Cuando esto ocurre deberán eliminar lo que sobra (como le ocurrió a Jeffrey Sebelia, quien debió eliminar la peluca rubia y los pantalones plizados), pero esto puede perjudicarlos en el show y. por lo tanto, dañar su puntuación frente al jurado. En otros casos, también sucede al recurrir a ítems externos (como le ocurrió a Kara Saun, con la contratación calzado externo para las modelos). El ganador de Project Runway recibe una cierta cantidad de premios dependiendo de la temporada, como puede ser una gran suma de dinero, material proporcionado por ciertas marcas (por ejemplo U$S 25.000 para gastar en productos Hp), un automóvil, reproducir y manufacturar la línea ganadora en una tienda (Piperlime, Lord & Taylor, Belk, etc.) entre otros premios.
Las modelos que participan con los diseñadores cada semana también están en competencia, semana a semana o algunas veces semana por medio son eliminadas, al final solo una modelo es la ganadora y participa en la revista Elle o Marie Claire un año y en algunas temporadas una suma de dinero proporcionada por L'Oréal.
Los jueces que acompañan a Heidi son Zac Posen (desde la temporada 11, en las anteriores a esta solía estar Michael Kors), Nina García y un cuarto juez que han sido, por ejemplo:
| Ocupación                                       | Juez Invitado |
| ----------------------------------------------- | --- |
| Diseñadores de moda                             | Diane von Fürstenberg, Vera Wang, Zac Posen, Francisco Costa, Betsey Johnson, Alberta Ferretti, Roberto Cavalli, Monique Lhuillier, Michael Kors o Catherine Malandrino |
| Top Models                                      | Iman Alessandra Ambrosio & Miranda Kerr |
| Celebridades                                    | Victoria Beckham, Brooke Shields, Sarah Jessica Parker, Christina Aguilera, Nicole Richie, Nicky Hilton, Lindsay Lohan Demi Lovato & Natalie Portman                    |
| Un Profesional que tenga que ver con el desafío | Nancy O'Dell, Rachel Zoe, Tiki Barber, Apolo Anton Ohno, Patricia Field & Ivanka Trump Sasha Cohen                                                                      |

Tim Gunn, exmiembro del cuerpo docente de Parsons: New School for Design y ahora director general Creativo para Liz Claiborne Inc, actúa como mentor de los diseñadores y no participa en el jurado (excepto en el último capítulo en Bravo, el 14 de la temporada 5). En cambio, visita a los diseñadores a medio camino a través de cada desafío para presentarles sus observaciones y sugerir mejoras para cada diseño, así como anunciar algún reto adicional y las actualizaciones de la aplicación de la hora límite de la pasarela antes de cada show. Gunn también es quien generalmente anuncia los desafíos, ya que Heidi solo presenta una intro pero no los da a conocer en su totalidad. Gunn también acompaña a los diseñadores a comprar tela en Mood o en viajes relacionados con algún desafío.
En la temporada 12 está en el panel de jurado sin formar parte pero si les da detalles de como trabajaron los diseñadores en la sala de trabajo.

## Temporada 1
Project Runway Temporada 1 fue la primera temporada de Project Runway. La temporada recibido aclamación de los críticos incluyendo una nominación para los Emmy. El crecimiento en popularidad de audiencia fue también dramática de su debut a final de la temporada, convirtiéndose en un hit de audiencia.
El ganador de la primera temporada fue el diseñador Jay McCarroll de Pensilvania. Como su premio por ganar la competencia de los 12 diseñadores, McCarroll ganó US $100.000 dólares, con un tutelaje Banana Republic en el desarrollo de su propio sello de moda, y una característica de su obra en la edición americana de la revista Elle. La modelo ganadora de la primera temporada, seleccionada por McCarroll, fue Julia Beynon. McCaroll más tarde rechazó tanto los $ 100000 y la tutoría con Banana Republic, afirmando que los premios llegaron con demasiado equipaje contractual.

## Temporada 2
La Temporada 2 comenzó a transmitirse el 7 de diciembre de 2005. Tras una búsqueda a nivel internacional a principios de año, dieciséis diseñadores fueron elegidos como semi-finalistas y sometidos a una prueba en la ciudad de Nueva York en junio de 2005. Tras el primer desafío, llamado "Camino a la pasarela", catorce pasaron a competir como finalistas.
La diseñadora ganadora, Chloe Dao, recibió US$100,000 dólares en capital inicial para ayudar a lanzar su propia línea, un Saturn Sky roadster 2007, una referencial en la revista ELLE, y una tutoría con Banana Republic del equipo de diseño. Su modelo, Grace, recibió una propagación en la revista ELLE por un año. Michael Kors y Nina García regresaron como jueces estelares para la segunda temporada. El cuarto puesto gira al azar a cada semana. Tim Gunn, presidente de moda en Parsons The New School for Design, regresó como un mentor para los diseñadores.

## Temporada 3
En esta Temporada han traído a un nuevo conjunto de patrocinadores, en particular la sustitución de Bananna Republic por Macy's. NBC re-salió al aire los dos primeros episodios de Project Runway 3 cinco días después de su transmisión original en Bravo TV. En la tercera temporada también se presentó en vivo una encuesta. Durante la segunda media hora de la primera exposición de cada episodio, Bravo hizo una pregunta a los espectadores en relación con el episodio actual . Los televidentes pudieron responder a través de Bravo TV o teléfono celular a través de mensaje de texto.
El ganador, Jeffrey Sebelia, recibió una extensión en la revista Elle, con un tutelaje INC , un año de representación de Diseñadores Management Agency, un Saturn Sky Roadster 2007, y US$100.000 para iniciar su propia línea de ropa (proporcionado por TRESemmé cuidado capilar).

## Temporada 4
La temporada se estrenó el 14 de noviembre del año 2007. Volviendo a ser jueces, la top model Heidi Klum, el diseñador de moda, Michael Kors y la directora de la revista ELLE. Nina García.A través de una serie de retos semanales, los concursantes se eliminaron, dejando a tres finalistas que luego pasaron a mostrar sus mejores diseños en los episodios finales, en la Olimpyc Fashion Week, New York.
El ganador, Christian Siriano, recibió muchos premios, incluyendo: una editorial en función de Elle, $ 100,000 de TRESemmé para iniciar su propia línea de moda, la oportunidad de venderla en Bluefly.com y un automóvil Saturn Astra 2008.

## Temporada 5
Project Runway 5 comenzó a grabarse la primera semana de junio y a emitirse el 16 de julio del 2008. Esta es la última temporada de Project Runway en la Televisora Bravo, ya que luego se emitirá en la televisora Lifetime, también es la última filmada en New York, ya que la temporada 6 será filmada en Los Ángeles
Vuelven a ser jueces, la top model Heidi Klum, el diseñador de moda, Michael Kors y la editora de la revista ELLE. Nina García. Tim Gunn también se mantiene como mentor.
La ganadora de esta temporada, Leanne Marshall, recibió los siguientes premios: una editorial en función de la revista ELLE, US$100,000 dólares para comenzar su propia línea de moda de TRESemmé, la oportunidad de venderla en Bluefly.com y un nuevo Saturn VUE Hybrid año 2009.

## Temporada 6
La sexta temporada de Project Runway fue transmitida por la televisora Lifetime, ésta se grabó por primera vez en Los Ángeles.
Se supone que se iba a estrenar en enero de 2009, pero debido a problemas judiciales, se retrasó hasta agosto de 2009.La final fue realizada, en febrero de 2010, la ganadora fue Irina Shabayeva.
La premier fue realizada el 20 de agosto de 2009. La temporada se comenzó a filmar en septiembre de 2008 y concluyó el 17 de octubre de ese mismo año. El taller donde crearon sus diseños fue en el "Fashion Institute of Design and Merchandising" en Los Ángeles.
Vuelven como jueces, la top model Heidi Klum. El diseñador de modas, Michael Kors y la directora de la revista Marie Clare, Nina García. Tim Gunn también vuelve como mentor de los diseñandores.
El ganador de Project Runway recibió una editorial en la revista Marie Claire, un premio en efectivo de US$100,000 para empezar su propia línea de ropa y un pasaje para dos persona en primera clase a París. Asimismo, la modelo ganadora recibirá US$25,000 y posará para la revista Marie Claire.
La ganadora de la sexta temporada de la serie fue Irina Shabayeva.

## Temporada 7
Artículo Principal: Project Runway (Temporada 7)
El proceso de casting para la temporada 7 se inició en mayo de 2009. El espectáculo volvió a Nueva York para la temporada 7, y se estrenó el 14 de enero de 2010. Nina García y Michael Kors regresan como los jueces de toda la longitud de la temporada, junto con el mentor Tim Gunn y Heidi Klum.
Los miembros del reparto fueron: Amy Sarabi, Seth Aaron Henderson, Emilio Sosa, Jonathan Joseph Peters, Jay Nicolás Sario, Maya Luz, Mila Hermanovski, Christiane King, Pamela Ptak, Ping Wu, Jesús Estrada, Anna Lynett, Janeane Marie Ceccanti, Jesse LeNoir , Ben  Chmura y Anthony Williams.
Seth Aaron Henderson fue declarado ganador de la temporada.